# Hélène Cixous
Hélène Cixous (franceză: [elɛn siksu]; n. 5 iunie 1937, Oran, Franța) este o profesoară, scriitoare feministă franceză, poet, dramaturg, filozof, critic literar și orator. Cixous este cel mai bine cunoscută pentru articolul „Râsul Meduzei”, care i-a stabilit reputația de autoare a teoriei feministe poststructuraliste. A fondat primul centru de studii feministe de la o universitate europeană la Centrul universitar Vincennes al Universității din Paris (astăzi Universitatea Paris VIII).
Cixous deține diplome de onoare de la Queen's University și Universitatea din Alberta din Canada, de la University College Dublin din Irlanda, Universitatea din York și University College London din Regatul Unit, respectiv de la trei universități din Statele Unite, Georgetown University, Universitatea Northwestern și Universitatea din Wisconsin-Madison. În 2008 a fost numită în funcția de profesor la Universitatea Cornell până în iunie 2014.

## Influențe asupra scrierilor lui Cixous
Cele mai importante influențe asupra scrierilor ei au fost exercitate de Jacques Derrida, Sigmund Freud, Jacques Lacan și Arthur Rimbaud. 

## Scrieri
Dacă nu se indică altfel, orașul de publicare este Paris.

### Ficțiune
- Le Prénom de Dieu, Grasset, 1967.
- Dedans, Grasset, 1969.
- Le Troisième Corps, Grasset, 1970.
- Les Commencements, Grasset, 1970.
- Un vrai jardin, L'Herne, 1971.
- Neutre, Grasset, 1972.
- Tombe, Le Seuil, 1973.
- Portrait du Soleil, Denoël, 1973.
- Révolutions pour plus d'un Faust, Le Seuil, 1975.
- Souffles, Des femmes, 1975.
- La, Gallimard, 1976.
- Partie, Des femmes, 1976.
- Angst, Des femmes, 1977.
- Préparatifs de noces au-delà de l'abîme, Des femmes, 1978.
- Vivre l'orange, Des femmes, 1979.
- Ananké, Des femmes, 1979.
- Illa, Des femmes, 1980.
- With ou l'Art de l'innocence, Des femmes, 1981.
- Limonade tout était si infini, Des femmes, 1982.
- Le Livre de Promethea, Gallimard, 1983.
- La Bataille d'Arcachon, Laval, Québec, 1986.
- Manne, Des femmes, 1988.
- Jours de l'an, Des femmes, 1990.
- L'Ange au secret, Des femmes, 1991.
- Déluge, Des femmes, 1992.
- Beethoven à jamais, ou l'éxistence de Dieu, Des femmes, 1993.
- La Fiancée juive, Des femmes, 1994.
- OR. Les lettres de mon père, Des femmes, 1997.
- Voiles (with Jacques Derrida), Galilée, 1998.
- Osnabrück, Des femmes, 1999.
- Les Rêveries de la femme sauvage. Scènes primitives, Galilée, 2000.
- Le Jour où je n'étais pas là, Galilée, 2000.
- Benjamin à Montaigne. Il ne faut pas le dire, Galilée, 2001.
- Manhattan. Lettres de la préhistoire, Galilée, 2002.
- Rêve je te dis, Galilée, 2003.
- L'Amour du loup et autres remords, Galilée, 2003.
- Tours promises, Galilée, 2004.
- L'amour même dans la boîte aux lettres, Galilée, 2005.
- Hyperrêve, Galilée, 2006.
- Si près, Galilée, 2007.
- Cigüe : vieilles femmes en fleurs, Galilée, 2008.
- Philippines : prédelles , Galilée, 2009.
- Ève s'évade : la ruine et la vie, Galilée, 2009.
- Double Oubli de l'Orang-Outang, Galilée, 2010

### Piese de teatru
- La Pupulle, Cahiers Renaud-Barrault, Gallimard, 1971.
- Portrait de Dora, Des femmes, 1976.
- Le Nom d'Oedipe. Chant du corps interdit, Des femmes, 1978.
- La Prise de l'école de Madhubaï, Avant-scène du Théâtre, 1984.
- L'Histoire terrible mais inachevée de Norodom Sihanouk, roi du Cambodge, Théâtre du Soleil, 1985.
- Théâtre, Des femmes, 1986.
- L'Indiade, ou l'Inde de leurs rêves, Théâtre du Soleil, 1987.
- On ne part pas, on ne revient pas, Des femmes, 1991.
- Les Euménides d'Eschyle (traduction), Théâtre du Soleil, 1992.
- L'Histoire (qu'on ne connaîtra jamais), Des femmes, 1994.
- "Voile Noire Voile Blanche / Black Sail White Sail", bilingual, trad. Catherine A.F. MacGillivray, New Literary History 25, 2 (Spring), Minnesota University Press, 1994.
- La Ville parjure ou le Réveil des Érinyes, Théâtre du Soleil, 1994.
- Jokasta, libretto to the opera of Ruth Schönthal, 1997.
- Tambours sur la digue, Théâtre du Soleil, 1999.
- Rouen, la Trentième Nuit de Mai '31, Galilée, 2001.
- Le Dernier Caravansérail, Théâtre du Soleil, 2003.
- Les Naufragés du Fol Espoir, Théâtre du Soleil, 2010.

### Eseuri
- L'Exil de James Joyce ou l'Art du remplacement (teză de doctorat), Grasset, 1969.
- Prénoms de personne, Le Seuil, 1974.
- The Exile of James Joyce or the Art of Replacement (tradusă de Sally Purcell of L'exil de James Joyce ou l'Art du remplacement). New York: David Lewis, 1980.
- Un K. Incompréhensible : Pierre Goldman, Christian Bourgois, 1975.
- La Jeune Née, împreună cu Catherine Clément, 10/18, 1975.
- La Venue à l'écriture, împreună cu Madeleine Gagnon și Annie Leclerc, 10/18, 1977.
- Entre l'écriture, Des femmes, 1986.
- L'Heure de Clarice Lispector, Des femmes, 1989.
- Photos de racines, împreună cu Mireille Calle-Gruber, Des femmes, 1994.
- Lettre à Zohra Drif, 1998
- Portrait de Jacques Derrida en Jeune Saint Juif, Galilée, 2001.
- Rencontre terrestre, împreună cu Frédéric-Yves Jeannet, Galilée, 2005.
- Le Tablier de Simon Hantaï, 2005.
- Insister. À Jacques Derrida, Galilée, 2006.
- Le Voisin de zéro : Sam Beckett, Galilée, 2007